# Discografie van Peter Maffay
Deze discografie is een overzicht van het muzikale werk van de Duitse pop-rock muzikant Peter Maffay. Volgens de bronnen heeft hij tot nu toe meer dan 40 miljoen platen verkocht. Alleen al in zijn thuisland heeft hij meer dan 16,8 miljoen platen verkocht, waarmee hij een van de artiesten is met de meeste verkochte platen in het land. Zijn meest succesvolle publicaties zijn de studioalbums Revanche, Tabaluga oder die Reise zur Vernunft en Tabaluga und Lilli. Alle drie de albums werden miljoenensellers in Duitsland en behoren tot de best verkochte muziekalbums van het land. Daarnaast behoren zijn singles Du, Du bist anders en So bist du tot de best verkochte hits in Duitsland.

## Albums

### Studioalbums

#### Pop-rock-albums
| Jaar | Titel                                 | Hitlijstklassering | Hitlijstklassering | Hitlijstklassering | Opmerkingen                                             |
| Jaar | Titel                                 | DE                 | AT                 | CH                 | Opmerkingen                                             |
| ---- | ------------------------------------- | ------------------ | ------------------ | ------------------ | ------------------------------------------------------- |
| 1970 | Für das Mädchen, das ich liebe        | —                  | —                  | —                  | Eerste publicatie: 1970                                 |
| 1971 | Du bist wie ein Lied                  | 42 (5 weken)       | —                  | —                  | Eerste publicatie: 1971                                 |
| 1973 | Omen                                  | —                  | —                  | —                  | Eerste publicatie: 1973                                 |
| 1974 | Samstag abend in unserer Straße       | —                  | —                  | —                  | Eerste publicatie: 1974                                 |
| 1975 | Meine Freiheit                        | 24 (6 weken)       | —                  | —                  | Eerste publicatie: 1975                                 |
| 1976 | Und es war Sommer                     | 4 (10 weken)       | —                  | —                  | Eerste publicatie: 1976 Verkoop: + 250.000              |
| 1977 | Tame & Maffay                         | 24 (7 weken)       | —                  | —                  | Eerste publicatie: 1977                                 |
| 1977 | Dein Gesicht                          | 38 (3 weken)       | —                  | —                  | Eerste publicatie: 1977                                 |
| 1979 | Steppenwolf                           | 1 (63 weken)       | —                  | —                  | Eerste publicatie: 1979 Verkoop: + 500.000              |
| 1979 | Tame & Maffay 2                       | 16 (22 weken)      | —                  | —                  | Eerste publicatie: 1979                                 |
| 1980 | Revanche                              | 1 ×2 (59 weken)    | —                  | —                  | Eerste publicatie: 1980 Verkoop: + 1.000.000            |
| 1982 | Ich will leben                        | 1 (37 weken)       | —                  | —                  | Eerste publicatie: 1982 Verkoop: + 500.000              |
| 1984 | Carambolage                           | 1 (38 weken)       | —                  | 6 (13 weken)       | Eerste publicatie: 1984 Verkoop: + 500.000              |
| 1985 | Sonne in der Nacht                    | 1 (34 weken)       | —                  | 1 (17 weken)       | Eerste publicatie: september 1985 Verkoop: + 500.000    |
| 1988 | Lange Schatten                        | 1 (24 weken)       | —                  | 5 (10 weken)       | Eerste publicatie: 1988 Verkoop: + 500.000              |
| 1989 | Kein Weg zu weit                      | 1 (38 weken)       | —                  | 9 (10 weken)       | Eerste publicatie: 1989 Verkoop: + 525.000              |
| 1991 | 38317 (Liebe)                         | 3 (37 weken)       | —                  | 31 (4 weken)       | Eerste publicatie: 1991 Verkoop: + 500.000              |
| 1992 | Freunde + Propheten                   | 8 (16 weken)       | —                  | 35 (2 weken)       | Eerste publicatie: 10 oktober 1992 Verkoop: + 250.000   |
| 1996 | Sechsundneunzig                       | 1 (30 weken)       | 30 (5 weken)       | 6 (12 weken)       | Eerste publicatie: 4 maart 1996 Verkoop: + 500.000      |
| 1998 | Begegnungen                           | 5 (44 weken)       | 37 (3 weken)       | 8 (16 weken)       | Eerste publicatie: 2 maart 1998 Verkoop: + 525.000      |
| 2000 | X                                     | 2 ×3 (34 weken)    | —                  | 17 (9 weken)       | Eerste publicatie: 27 maart 2000 Verkoop: + 450.000     |
| 2005 | Laut & leise                          | 1 ×2 (42 weken)    | 47 (4 weken)       | 12 (8 weken)       | Eerste publicatie: 31 januari 2005 Verkoop: + 400.000   |
| 2006 | Begegnungen – Eine Allianz für Kinder | 9 (21 weken)       | —                  | —                  | Eerste publicatie: 29 september 2006 Verkoop: + 200.000 |
| 2008 | Ewig                                  | 1 ×3 (30 weken)    | 55 (2 weken)       | 10 (8 weken)       | Eerste publicatie: 29 augustus 2008 Verkoop: + 300.000  |
| 2014 | Wenn das so ist                       | 1 ×2 (68 weken)    | 8 (9 weken)        | 4 (19 weken)       | Eerste publicatie: 17 januari 2014 Verkoop: + 407.500   |
| 2019 | Jetzt!                                | 1 (29 weken)       | 23 (2 weken)       | 6 (7 weken)        | Eerste publicatie: 30 augustus 2019 Verkoop: + 100.000  |
| 2021 | So weit                               | 1 (17 weken)       | 21 (2 weken)       | 5 (8 weken)        | Eerste publicatie: 17 september 2021                    |

#### Tabaluga-albums
| Jaar | Titel                                 | Hitlijstklassering | Hitlijstklassering | Hitlijstklassering | Opmerkingen                                            |
| Jaar | Titel                                 | DE                 | AT                 | CH                 | Opmerkingen                                            |
| ---- | ------------------------------------- | ------------------ | ------------------ | ------------------ | ------------------------------------------------------ |
| 1983 | Tabaluga oder die Reise zur Vernunft  | 2 ×2 (41 weken)    | —                  | 29 (1 week)        | Eerste publicatie: 1983 Verkoop: + 1.000.000           |
| 1986 | Tabaluga und das leuchtende Schweigen | 1 ×3 (17 weken)    | —                  | 13 (7 weken)       | Eerste publicatie: 1986 Verkoop: + 750.000             |
| 1993 | Tabaluga und Lilli                    | 4 ×2 (36 weken)    | —                  | 17 (11 weken)      | Eerste publicatie: 4 oktober 1993 Verkoop: + 1.000.000 |
| 2003 | Tabaluga und das verschenkte Glück    | 3 ×3 (28 weken)    | —                  | —                  | Eerste publicatie: 20 oktober 2003 Verkoop: + 300.000  |
| 2011 | Tabaluga und die Zeichen der Zeit     | 1 ×2 (44 weken)    | —                  | 32 (5 weken)       | Eerste publicatie: 7 oktober 2011 Verkoop: + 400.000   |
| 2015 | Tabaluga – Es lebe die Freundschaft!  | 1 ×3 (38 weken)    | 40 (1 week)        | 39 (2 weken)       | Eerste publicatie: 30 oktober 2015 Verkoop: + 300.000  |
| 2018 | Tabaluga – der Film (Soundtrack)      | 50 (2 weken)       | —                  | —                  | Eerste publicatie: 16 november 2018                    |
| 2022 | Tabaluga – Die Welt ist wunderbar!    | 2 (10 weken)       | —                  | 8 (1 week)         | Eerste publicatie: 14 oktober 2022                     |

### Livealbums
| Jaar | Titel                                                 | Hitlijstklassering | Hitlijstklassering | Hitlijstklassering | Opmerkingen                                                                 |
| Jaar | Titel                                                 | DE                 | AT                 | CH                 | Opmerkingen                                                                 |
| ---- | ----------------------------------------------------- | ------------------ | ------------------ | ------------------ | --------------------------------------------------------------------------- |
| 1982 | Live ’82                                              | 8 (22 weken)       | —                  | —                  | Eerste publicatie: 1982                                                     |
| 1988 | Live – Lange Schatten Tour ’88                        | 37 (7 weken)       | —                  | —                  | Eerste publicatie: 1988                                                     |
| 1990 | Leipzig (Live)                                        | 40 (8 weken)       | —                  | —                  | Eerste publicatie: 1990                                                     |
| 1994 | Tabaluga und Lilli – live                             | 14 (18 weken)      | —                  | —                  | Eerste publicatie: 19 september 1994                                        |
| 1997 | Maffay ’96 live                                       | 31 (19 weken)      | —                  | 41 (4 weken)       | Eerste publicatie: 20 januari 1997                                          |
| 1999 | Begegnungen live                                      | 49 (2 weken)       | —                  | —                  | Eerste publicatie: 22 maart 1999                                            |
| 2004 | Tabaluga und das verschenkte Glück – Live             | ⁠                   | —                  | —                  | Eerste publicatie: 5 januari 2004                                           |
| 2010 | Tattoos – Live aus dem Tempodrom Berlin (Januar 2010) | ⁠                   | —                  | —                  | Eerste publicatie: 1 oktober 2010 met het Philharmonic Volkswagen Orchestra |
| 2012 | Tabaluga und die Zeichen der Zeit – Live              | ⁠                   | —                  | —                  | Eerste publicatie: 30 november 2012                                         |
| 2014 | Wenn das so ist – Live                                | ⁠                   | —                  | —                  | Eerste publicatie: 10 oktober 2014                                          |
| 2017 | MTV Unplugged                                         | 1 (38 weken)       | 13 (9 weken)       | 12 (14 weken)      | Eerste publicatie: 3 november 2017 Verkoop: + 200.000                       |

De verkopen worden toegevoegd aan het corresponderende studioalbum.
Verdere livealbums
- 1978: Live
- 1982: Official Bootleg (live in Iserlohn April 1982)
- 2008: iTunes – Live aus München
- 2009: Ewig live (nicht einzeln, nur als Bonus-DVD bei Tattoos live und als USB-Stick von jedem der 64 Konzerte der Tour)
- 2014: Extratour 2013 (nicht einzeln, nur als Bonus-DVD bei Wenn das so ist – Deluxe Edition)

### Compilaties
| Jaar | Titel                                   | Hitlijstklassering | Hitlijstklassering | Hitlijstklassering | Opmerkingen                                                  |
| Jaar | Titel                                   | DE                 | AT                 | CH                 | Opmerkingen                                                  |
| ---- | --------------------------------------- | ------------------ | ------------------ | ------------------ | ------------------------------------------------------------ |
| 1976 | Super-Songs                             | 19 (9 weken)       | —                  | —                  | Eerste publicatie: 1976                                      |
| 1979 | Frei sein                               | 1 (25 weken)       | 11 (6 weken)       | —                  | Eerste publicatie: 1979 Verkoop: + 250.000                   |
| 1981 | Liebeslieder                            | 25 (12 weken)      | —                  | —                  | Eerste publicatie: 1981                                      |
| 1983 | 80–83                                   | 18 (17 weken)      | —                  | —                  | Eerste publicatie: 1983                                      |
| 1984 | Seine größten Erfolge                   | —                  | 12 (4 weken)       | —                  | Eerste publicatie: 1984                                      |
| 1986 | Stationen                               | 5 (13 weken)       | —                  | 6 (6 weken)        | Eerste publicatie: 1986                                      |
| 1993 | Der Weg 1979–1993                       | 15 (14 weken)      | —                  | —                  | Eerste publicatie: 30 april 1993                             |
| 2001 | Heute vor dreißig Jahren                | 1 ×3 (23 weken)    | 9 (10 weken)       | 6 (12 weken)       | Eerste publicatie: 19 februari 2001 Verkoop: + 480.000       |
| 2008 | Dein Herz für Kinder                    | 82 (1 weken)       | —                  | —                  | Eerste publicatie: 5 december 2008 met Nena & Rolf Zuckowski |
| 2010 | Tattoos                                 | 1 ×3 (89 weken)    | 10 (17 weken)      | 8 (15 weken)       | Eerste publicatie: 29 januari 2010 Verkoop: + 600.000        |
| 2017 | Erinnerungen – Die stärksten Balladen   | 11 (8 weken)       | —                  | 18 (6 weken)       | Eerste publicatie: 28 juli 2017 Verkoop: + 100.000           |
| 2018 | plugged – Die stärksten Rocksongs       | 11 (4 weken)       | —                  | 40 (2 weken)       | Eerste publicatie: 27 juli 2018                              |
| 2020 | Erinnerungen 2 – Die stärksten Balladen | 10 (2 weken)       | —                  | 50 (1 week)        | Eerste publicatie: 5 juni 2020                               |
| 2020 | Peter Maffay und…                       | 6 (6 weken)        | —                  | 44 (1 week)        | Eerste publicatie: 27 november 2020                          |
| 2023 | Erinnerungen 3 – Die stärksten Balladen | 11 (4 weken)       | —                  | 54 (1 week)        | Eerste publicatie: 1 september 2023                          |

Verdere compilaties
- 1973: It’s You I Want to Live With (bevat nieuw opgenomen nummers van de eerste drie studioalbums in het Engels)
- 1973: Die großen Erfolge
- 1973: Die größten Erfolge
- 1975: Josie (bevat nieuw opgenomen nummers van de eerste drie studioalbums in het Engels)
- 1976: Grand Gala der Stars
- 1977: Seine großen Erfolge
- 1978: Prominent
- 1979: Profile
- 1979: Peter Maffay
- 1980: Meine großen Erfolge
- 1982: Die weisse Serie
- 1984: Tausend Träume weit
- 1993: 1971–1979 (verkoop: + 500.000, DE: )
- 1995: 1980–1985
- 1997: Weil es Dich gibt – Die stärksten Balladen (verkoop: + 500.000, DE: )
- 1999: Wie Feuer und Eis – Rocksongs
- 2006: Maffay Audiothek 1980–1988
- 2009: Steel Box Collection – Greatest Hits
- 2012: 2 in 1: Die Hits 71–85
- 2012: All Time Best – Reclam Musik Edition

### EP's
- 1982: Peter Maffay (Veröffentlichung in der DDR)
- 1984: Carambolage (Veröffentlichung in der DDR)

### Kerstalbums
| Jaar | Titel                                                            | Hitlijstklassering | Hitlijstklassering | Hitlijstklassering | Opmerkingen                        |
| Jaar | Titel                                                            | DE                 | AT                 | CH                 | Opmerkingen                        |
| ---- | ---------------------------------------------------------------- | ------------------ | ------------------ | ------------------ | ---------------------------------- |
| 2007 | Frohe Weihnachten mit Tabaluga, Peter Maffay und seinen Freunden | 25 (7 weken)       | —                  | —                  | Eerste publicatie: 2 november 2007 |

## Singles

### Als leadmuzikant
| Jaar | Titel Album                                                             | Hitlijstklassering | Hitlijstklassering | Hitlijstklassering | Opmerkingen                                                   |
| Jaar | Titel Album                                                             | DE                 | AT                 | CH                 | Opmerkingen                                                   |
| ---- | ----------------------------------------------------------------------- | ------------------ | ------------------ | ------------------ | ------------------------------------------------------------- |
| 1970 | Du / You (Engelstalige versie) Für das Mädchen, das ich liebe           | 1 (13 weken)       | 8 (22 weken)       | 2 (12 weken)       | Eerste publicatie: januari 1970 Verkoop: + 1.000.000          |
| 1970 | Du bist anders Für das Mädchen, das ich liebe                           | 5 (13 weken)       | 17 (2 weken)       | —                  | Eerste publicatie: juli 1970 Verkoop: + 500.000               |
| 1971 | Ich hab’ nur dich –                                                     | 20 (10 weken)      | —                  | —                  | Eerste publicatie: maart 1971                                 |
| 1971 | Welcher Stern steht über uns? Du bist wie ein Lied                      | 45 (1 week)        | —                  | —                  | Eerste publicatie: augustus 1971                              |
| 1972 | Frieden Omen                                                            | 34 (13 weken)      | —                  | —                  | Eerste publicatie: januari 1972                               |
| 1972 | Wo bist du? Omen                                                        | 14 (17 weken)      | —                  | —                  | Eerste publicatie: mei 1972                                   |
| 1972 | Angela Omen                                                             | 28 (11 weken)      | —                  | —                  | Eerste publicatie: september 1972                             |
| 1973 | Lieder, Freunde und Wein –                                              | 45 (2 weken)       | —                  | —                  | Eerste publicatie: oktober 1973                               |
| 1974 | Samstag abend in unserer Straße                                         | 20 (12 weken)      | —                  | —                  | Eerste publicatie: augustus 1974                              |
| 1975 | Dann komm zu mir Meine Freiheit                                         | 45 (1 week)        | —                  | —                  | Eerste publicatie: maart 1975                                 |
| 1975 | Josie Meine Freiheit                                                    | 9 (26 weken)       | —                  | —                  | Eerste publicatie: augustus 1975                              |
| 1976 | Ein Bild kann nicht lachen so wie du Und es war Sommer                  | 25 (15 weken)      | —                  | —                  | Eerste publicatie: april 1976                                 |
| 1976 | Und es war Sommer                                                       | 5 (23 weken)       | 18 (4 weken)       | 7 (12 weken)       | Eerste publicatie: september 1976                             |
| 1977 | Making It Better Tame & Maffay                                          | 35 (5 weken)       | —                  | —                  | Eerste publicatie: februari 1977 met Johnny Tame              |
| 1977 | Komm doch heute nacht zu mir Frei sein                                  | 30 (9 weken)       | —                  | —                  | Eerste publicatie: april 1977                                 |
| 1979 | So bist du Steppenwolf                                                  | 1 (43 weken)       | 17 (20 weken)      | 3 (17 weken)       | Eerste publicatie: maart 1979 Verkoop: + 250.000              |
| 1979 | Du hattest keine Tränen mehr Steppenwolf                                | 27 (18 weken)      | —                  | —                  | Eerste publicatie: september 1979                             |
| 1980 | Weil es Dich gibt Revanche                                              | 11 (22 weken)      | —                  | 7 (7 weken)        | Eerste publicatie: september 1980                             |
| 1980 | Über sieben Brücken mußt du gehn Revanche                               | 4 (20 weken)       | —                  | 5 (9 weken)        | Eerste publicatie: november 1980                              |
| 1982 | Lieber Gott Ich will leben                                              | 6 (19 weken)       | —                  | 3 (7 weken)        | Eerste publicatie: 1982                                       |
| 1982 | Eiszeit Ich will leben                                                  | 31 (11 weken)      | —                  | —                  | Eerste publicatie: 1982                                       |
| 1983 | Nessaja Tabaluga oder die Reise zur Vernunft                            | 17 (18 weken)      | —                  | —                  | Eerste publicatie: 1983 Verkoop: + 250.000                    |
| 1984 | Karneval der Nacht Carambolage                                          | 50 (8 weken)       | —                  | —                  | Eerste publicatie: 1984                                       |
| 1985 | Sonne in der Nacht                                                      | 38 (16 weken)      | —                  | —                  | Eerste publicatie: augustus 1985                              |
| 1989 | Tiefer Kein Weg zu weit                                                 | 25 (20 weken)      | —                  | —                  | Eerste publicatie: 1989                                       |
| 1991 | Ich will bei Dir sein 38317                                             | 33 (16 weken)      | —                  | —                  | Eerste publicatie: 1991                                       |
| 1991 | Sorry Lady 38317                                                        | 54 (12 weken)      | —                  | —                  | Eerste publicatie: 1991                                       |
| 1992 | Zwei in einem Boot 38317                                                | 55 (11 weken)      | —                  | —                  | Eerste publicatie: 1992                                       |
| 1992 | Wie Feuer und Eis Freunde + Propheten                                   | 71 (9 weken)       | —                  | —                  | Eerste publicatie: 1992                                       |
| 1993 | Ich fühl wie Du Tabaluga und Lilli                                      | 67 (10 weken)      | —                  | —                  | Eerste publicatie: 27 augustus 1993                           |
| 1994 | Das Leben ist ein Würfelspiel Tabaluga und Lilli                        | 59 (10 weken)      | —                  | —                  | Eerste publicatie: 1994                                       |
| 1994 | Ich wollte nie erwachsen sein (Nessajas Lied) Tabaluga und Lilli – live | 83 (7 weken)       | —                  | —                  | Eerste publicatie: 1 augustus 1994                            |
| 1996 | Siehst du die Sonne? Sechsundneunzig                                    | 26 (11 weken)      | —                  | 42 (2 weken)       | Eerste publicatie: 22 januari 1996                            |
| 1996 | Freiheit, die ich meine Sechsundneunzig                                 | 75 (6 weken)       | —                  | —                  | Eerste publicatie: 22 april 1996                              |
| 1996 | Sonne in der Nacht (live) Maffay ’96 live                               | 48 (1 week)        | —                  | —                  | Eerste publicatie: 2 december 1996                            |
| 1998 | Tribal Voice Begegnungen                                                | 44 (3 weken)       | —                  | —                  | Eerste publicatie: 12 januari 1998 met Yothu Yindi            |
| 1998 | Wapi yo Begegnungen                                                     | 81 (7 weken)       | —                  | —                  | Eerste publicatie: 23 maart 1998 met Lokua Kanza              |
| 1998 | Something Will Happen Begegnungen                                       | 80 (1 week)        | —                  | —                  | Eerste publicatie: 5 oktober 1998                             |
| 2000 | Bis ans Ende der Welt X                                                 | 41 (4 weken)       | —                  | —                  | Eerste publicatie: 28 februari 2000                           |
| 2000 | Rette mich X                                                            | 95 (3 weken)       | —                  | —                  | Eerste publicatie: 2 mei 2000 met Roh                         |
| 2000 | Du und ich für immer X                                                  | 87 (3 weken)       | —                  | —                  | Eerste publicatie: 4 september 2000                           |
| 2003 | Schweine Ragga –                                                        | 39 (1 week)        | —                  | —                  | Eerste publicatie: 29 september 2003 met Kader Kesek          |
| 2007 | Children of the World Begegnungen – Eine Allianz für Kinder             | 30 (6 weken)       | —                  | —                  | Eerste publicatie: 19 januari 2007                            |
| 2008 | Dein Herz für Kinder                                                    | 69 (3 weken)       | —                  | —                  | Eerste publicatie: 21 november 2008 met Nena & Rolf Zuckowski |
| 2011 | Die Zeit hält nur in Träumen an Tabaluga und die Zeichen der Zeit       | 86 (1 weken)       | —                  | —                  | Eerste publicatie: 2011 met Mandy Capristo                    |
| 2014 | Halleluja Wenn das so ist                                               | 67 (4 weken)       | —                  | —                  | Eerste publicatie: 2014                                       |
| 2014 | Gelobtes Land Wenn das so ist                                           | 48 (2 weken)       | —                  | —                  | Eerste publicatie: 21 maart 2014                              |

Verdere singles
- 1973: Teufelskreis
- 1974: Einer muß gehen
- 1977: Andy – Träume sterben jung
- 1978: Doreen
- 1978: My Love (live)
- 1979: Victory (Can Give What Love Has Taken) (met Johnny Tame)
- 1981: Mein Kind
- 1982: Leben so wie ich es mag
- 1982: Ich will leben
- 1984: Carambolage
- 1984: War ein Land
- 1984: Der Baum des Lebens
- 1984: You Won’t Be Hurt Again (met Johnny Tame)
- 1986: Die Töne sind verklungen
- 1986: Ein Wort bricht das Schweigen
- 1988: Spiel um deine Seele
- 1988: Hund des Krieges
- 1989: Classic 3" Tracks
- 1990: Steh auf
- 1993: Der Weg
- 1996: Sonne in der Nacht (live)
- 1997: Never Give In (Mandoki met Jack Bruce, Peter Maffay & Bobby Kimball)
- 1997: On and On
- 1998: Maffay ’la Cartel (met Cartel)
- 2000: Bring mich nach Haus
- 2002: Freunde
- 2002: Das verschenkte Glück
- 2003: Das Feuer (2003)
- 2005: Glaub an mich
- 2005: Hoch und höher
- 2007: Backen für den Weihnachtsmann / Lass es schnei’n
- 2008: Die Liebe bleibt
- 2009: Verlier sie nicht
- 2010: Unbekanntes Land
- 2010: Ich bin nur ein Mann
- 2011: Alles im Leben hat seine Zeit
- 2012: Ich hatte keine Zeit für dich
- 2014: Wenn der Himmel weint
- 2015: Tabaluga – Es lebe die Freundschaft!
- 2016: Ich bin Tabaluga
- 2019: Jetzt!
- 2019: Morgen
- 2019: 100.000 Stunden
- 2020: Für Immer Jung (duet met fans)
- 2021: Jedes Ende wird ein Anfang sein

### Als gastmuzikant
| Jaar | Titel Album                                       | Hitlijstklassering | Hitlijstklassering | Hitlijstklassering | Opmerkingen                                                                         |
| Jaar | Titel Album                                       | DE                 | AT                 | CH                 | Opmerkingen                                                                         |
| ---- | ------------------------------------------------- | ------------------ | ------------------ | ------------------ | ----------------------------------------------------------------------------------- |
| 1985 | Nackt im Wind –                                   | 3 (10 weken)       | —                  | —                  | Eerste publicatie: 23 januari 1985 Verkoop: + 150.000; als deel van Band für Afrika |
| 2002 | Lieber Gott –                                     | 6 (15 weken)       | 16 (14 weken)      | 48 (8 weken)       | Eerste publicatie: 2 september 2002 Marlon + Friends                                |
| 2011 | Erwachsen sein 23                                 | 29 (8 weken)       | 29 (7 weken)       | —                  | Eerste publicatie: 9 december 2011 23 feat. Peter Maffay                            |
| 2014 | Do They Know It’s Christmas? (Deutsche Version) – | 1 (5 weken)        | 10 (3 weken)       | 21 (2 weken)       | Eerste publicatie: 21 november 2014 als deel van Band Aid 30 Germany                |

Verdere gastbijdragen
- 1982: Schneewittchen und die sieben Zwerge (Rolf und seine Freunde & Peter Maffay)
- 1990: Now and Forever (Frumpy & Peter Maffay)
- 1990: Über sieben Brücken (Karat & Peter Maffay)
- 1999: Diamante (Zucchero & Peter Maffay)
- 2014: Wenn gestern heute wär (Laith Al-Deen & Peter Maffay)
- 2014: Peter Maffay Zuerst Also Manhattan (First We Take Manhattan) (Poem – Leonard Cohen in de Duitse taal) Tributealbum
- 2016: Neue Welten (Jan Schebaum & Peter Maffay; Deelnemer aan Dein Song 2016)

## Videoalbums en muziekvideo's

### Videoalbums
| Jaar | Titel                                                 | Hitlijstklassering | Hitlijstklassering | Hitlijstklassering | Opmerkingen                                                                                   |
| Jaar | Titel                                                 | DE                 | AT                 | CH                 | Opmerkingen                                                                                   |
| ---- | ----------------------------------------------------- | ------------------ | ------------------ | ------------------ | --------------------------------------------------------------------------------------------- |
| 1984 | Rückblick – Live                                      | 82 (2 weken)       | —                  | —                  | Eerste publicatie: 1984                                                                       |
| 2006 | Laut & leise – Live                                   | 11 (5 weken)       | —                  | —                  | Eerste publicatie: 10 maart 2006 Verkoop: + 25.000                                            |
| 2010 | Tattoos – Live aus dem Tempodrom Berlin (Januar 2010) | ⁠                   | —                  | 8 (1 week)         | Eerste publicatie: 1 oktober 2010 Verkoop: + 25.000 met het Philharmonic Volkswagen Orchestra |
| 2012 | Tabaluga und die Zeichen der Zeit – Live              | ⁠                   | —                  | 8 (1 week)         | Eerste publicatie: 30 november 2012 Verkoop: + 50.000                                         |
| 2014 | Wenn das so ist – Live                                | ⁠                   | 6 (1 week)         | 4 (1 week)         | Eerste publicatie: 10 oktober 2014                                                            |
| 2015 | Niemals war es besser – Arenatour 2015                | 4 (5 weken)        | 1 (2 weken)        | 1 (10 weken)       | Eerste publicatie: 22 mei 2015                                                                |
| 2017 | Tabaluga – Es lebe die Freundschaft! Live             | ⁠                   | —                  | 4 (2 weken)        | Eerste publicatie: 10 maart 2017                                                              |
| 2017 | MTV Unplugged                                         | ⁠                   | 3 (3 weken)        | 3 (4 weken)        | Eerste publicatie: 3 november 2017 Verkoop: + 25.000                                          |

De verkopen worden toegevoegd aan het corresponderende studioalbum.
Verdere videoalbums
- 1982: Live Bad Segeberg
- 1984: Deutschland ’84
- 1985: Sonne in der Nacht
- 1987: Live ’87
- 1988: Lange Schatten – Tour 1988
- 1989: Kein Weg zu weit
- 1990: Peter Maffay und Band ’90 – Leipzig
- 1991: 38317 – Clubconcert
- 1993: Der Weg (1980–1993)
- 1994: Tabaluga und Lilli Live! (verkoop: + 100.000, DE: ×2 )
- 1996: Sechsundneunzig
- 1997: 96 Live
- 1998: Begegnungen
- 2001: Heute vor dreißig Jahren – Live (verkoop: + 100.000, DE: ×2 )
- 2004: Tabaluga und das verschenkte Glück – Live
- 2006: Begegnungen – Eine Allianz für Kinder (Deluxe Edition)
- 2008: Ewig (Deluxe Edition)
- 2009: Ewig – Live
- 2010: Tattoos (Deluxe Edition)
- 2012: Tabaluga und die Zeichen der Zeit (Deluxe Edition)
- 2014: Extratour 2013
- 2014: Wenn das so ist (Deluxe Edition)

### Muziekvideo's
| Jaar | Lied                                         | Regisseur(s)     |
| ---- | -------------------------------------------- | ---------------- |
| 1980 | Liebe wird verboten                          |                  |
| 1980 | Über sieben Brücken musst du gehn            |                  |
| 1982 | Lieber Gott                                  |                  |
| 1983 | Nessaja                                      |                  |
| 1984 | Victims of the Night                         |                  |
| 1984 | Schatten in die Haut tätowiert               |                  |
| 1985 | Diese Sucht, die Leben heißt                 |                  |
| 1985 | Das Zeichen auf der Stirn                    |                  |
| 1985 | Hunger nach dem Leben                        |                  |
| 1985 | Ich geh’ unter                               |                  |
| 1985 | Hey, Himmelstor                              |                  |
| 1985 | Alter Mann                                   |                  |
| 1985 | Sonne in der Nacht                           |                  |
| 1985 | Ein Wort bricht das Schweigen                |                  |
| 1985 | Auf Sand gebaut                              |                  |
| 1985 | Zweimal täglich                              |                  |
| 1985 | Der andere Mann                              |                  |
| 1985 | Für immer                                    |                  |
| 1987 | Die Töne sind verklungen                     |                  |
| 1989 | Viel zu weit                                 |                  |
| 1989 | Kein Weg zu weit                             |                  |
| 1989 | Es wird Zeit                                 |                  |
| 1989 | Dein Leben                                   |                  |
| 1989 | Wer hat Recht                                |                  |
| 1989 | Ich seh dich                                 |                  |
| 1989 | Steh auf                                     |                  |
| 1989 | Laß dich gehn                                |                  |
| 1989 | Tiefer                                       |                  |
| 1989 | Auf ein neues Jahr                           |                  |
| 1989 | Dafür dank ich dir                           |                  |
| 1991 | Sorry Lady                                   |                  |
| 1991 | Ich will bei dir sein                        |                  |
| 1991 | Wieviele Jahre                               |                  |
| 1992 | Wie Feuer und Eis                            |                  |
| 1993 | Ich fühl wie du                              |                  |
| 1996 | Siehst du die Sonne                          |                  |
| 1996 | Freiheit die ich meine                       |                  |
| 2000 | Bis ans Ende der Welt                        |                  |
| 2000 | Rette mich                                   |                  |
| 2006 | Children of the World                        |                  |
| 2008 | Ewig                                         |                  |
| 2008 | Die Liebe bleibt                             |                  |
| 2010 | Sonne in der Nacht (versie 2010)             | Marcus Sternberg |
| 2010 | Unbekanntes Land                             | Hinrich Pflug    |
| 2011 | Erwachsen sein                               | Specter Berlin   |
| 2013 | Feuer und Liebe                              |                  |
| 2014 | Halleluja                                    |                  |
| 2014 | Gelobtes Land                                | Andreas Richter  |
| 2014 | Wenn der Himmel weint                        |                  |
| 2014 | Do They Know It’s Christmas? (Duitse versie) |                  |
| 2015 | Tabaluga – Es lebe die Freundschaft!         | Andreas Richter  |
| 2016 | Neue Welten                                  | Andreas Z Simon  |
| 2019 | Morgen                                       |                  |
| 2019 | Für Immer Jung                               |                  |
| 2020 | Für Immer Jung (fansong)                     |                  |

## Auteursdeelname en producties
Naast een aantal composities voor andere artiesten schrijft en produceert Maffay het merendeel van zijn nummers zelf. De volgende lijst bevat hitsuccessen in Duitsland, Oostenrijk en Zwitserland die Maffay heeft behaald als auteur of muziekproducent voor andere artiesten.
Peter Maffay als auteur en producent in de hitlijsten
| Jaar | Titel Interpretatie                    | Hitlijstklassering | Hitlijstklassering | Hitlijstklassering | Hitlijstklassering | Opmerkingen                                            |
| Jaar | Titel Interpretatie                    | DE                 | AT                 | CH                 | UK                 | Opmerkingen                                            |
| ---- | -------------------------------------- | ------------------ | ------------------ | ------------------ | ------------------ | ------------------------------------------------------ |
| 1995 | Nessaja Once Again                     | 42 (6 weken)       | —                  | —                  | —                  | Eerste publicatie: mei 1995                            |
| 1999 | So bist du (und wenn du gehst…) Oli. P | 1 ×3 (19 weken)    | 1 (17 weken)       | 1 (21 weken)       | —                  | Eerste publicatie: 4 oktober 1999 Verkoop: + 805.000   |
| 2002 | Nessaja Scooter                        | 1 (14 weken)       | 2 (21 weken)       | 7 (14 weken)       | 4 (13 weken)       | Eerste publicatie: 12 februari 2002 Verkoop: + 265.000 |

## Boxsets
- 1989: Die Story (6 cd-box)
- 2013: Original Album Classics

## Statistiek

### Evaluatie
|                         | DE | AT | CH |
| ----------------------- | -- | -- | -- |
| Nummer 1-albums         | 20 | —  | 1  |
| Top 10-albums           | 35⁠ | 3  | 14 |
| Albums in de hitlijsten | 57⁠ | 13 | 30 |

|                              | DE | AT | CH |
| ---------------------------- | -- | -- | -- |
| Nummer 1-videoalbums         | ⁠   | 1  | 1  |
| Top 10-videoalbums           | ⁠   | 3  | 6  |
| Videoalbums in de hitlijsten | ⁠   | 3  | 6  |

#### Singlehitlijst
|                          | DE | AT | CH |
| ------------------------ | -- | -- | -- |
| Nummer 1-singles         | 3  | —  | —  |
| Top 10-singles           | 10 | 2  | 6  |
| Singles in de hitlijsten | 51 | 7  | 9  |

|                          | DE | AT | CH | UK |
| ------------------------ | -- | -- | -- | -- |
| Nummer 1-singles         | 2  | 1  | 1  | —  |
| Top 10-singles           | 2  | 2  | 2  | 1  |
| Singles in de hitlijsten | 3  | 2  | 2  | 1  |

Videoalbums worden in Duitsland niet apart in de hitlijsten opgenomen. Ze staan wel in de officiële albumhitlijst.

### Onderscheidingen voor muziekverkoop
| Gouden plaat - Noorwegen - 2003: voor deelname van auteurs Nessaja (Scooter) Platina plaat - Europa - 1998: voor het album Tabaluga und Lilli |

Opmerking: Onderscheidingen in landen uit de hitlijsten of hitboxen kunnen in deze worden gevonden.
| Land/regio         | Goud | Platina | Verkoop     | Bronnen                                                       |
| ------------------ | ---- | ------- | ----------- | ------------------------------------------------------------- |
| Duitsland (BVMI)   | 20   | 39      | 16.875.000  | musikindustrie.de Einzelnachweise                             |
| Europa (IFPI)      | —    | 1       | (1.000.000) | ifpi.org (Memento van 1 januari 2014 in het Internet Archive) |
| Noorwegen (IFPI)   | 1    | —       | 15.000      | ifpi.no (Memento van 5 november 2012 in het Internet Archive) |
| Oostenrijk (IFPI)  | 2    | 1       | 47.500      | ifpi.at                                                       |
| Zwitserland (IFPI) | 4    | —       | 95.000      | hitparade.ch                                                  |
| Totaal             | 27   | 41      |             |                                                               |